# PPDPF
PPDPF (англ. Pancreatic progenitor cell differentiation and proliferation factor) – білок, який кодується однойменним геном, розташованим у людей на довгому плечі 20-ї хромосоми. Довжина поліпептидного ланцюга білка становить 114 амінокислот, а молекулярна маса — 11 777.
| 10         |  | 20         |  | 30         |  | 40         |  | 50         |
| ---------- |  | ---------- |  | ---------- |  | ---------- |  | ---------- |
| MAAIPSSGSL |  | VATHDYYRRR |  | LGSTSSNSSC |  | SSTECPGEAI |  | PHPPGLPKAD |
| PGHWWASFFF |  | GKSTLPFMAT |  | VLESAEHSEP |  | PQASSSMTAC |  | GLARDAPRKQ |
| PGGQSSTASA |  | GPPS       |  |            |  |            |  |            |

A: Аланін

C: Цистеїн

D: Аспарагінова кислота

E: Глутамінова кислота

F: Фенілаланін

G: Гліцин

H: Гістидин

I: Ізолейцин

K: Лізин

L: Лейцин

M: Метіонін

N: Аспарагін

P: Пролін

Q: Глутамін

R: Аргінін

S: Серин

T: Треонін

V: Валін

W: Триптофан

Кодований геном білок за функціями належить до білків розвитку, фосфопротеїнів. 
Задіяний у таких біологічних процесах, як диференціація клітин, альтернативний сплайсинг. 